# P

Großes und kleines P in der lateinischen Ausgangsschrift 1953

P bzw. p (gesprochen: [pʰeː]) ist der 15. Buchstabe des klassischen und der 16. Buchstabe des modernen lateinischen Alphabets. Er ist ein Konsonant. Der Buchstabe P hat in deutschen Texten eine durchschnittliche Häufigkeit von 0,79 %. Er ist damit der 21.-häufigste Buchstabe in deutschen Texten.

## Aussprache
p ist ein harter Verschlusslaut und steht auch im Internationalen Phonetischen Alphabet (IPA) für den stimmlosen bilabialen Plosiv. Am Wortende tritt in der Standardaussprache beim b Auslautverhärtung ein – Beispiele: rieb [ˈʁiːp]; Sieb [ziːp]; blieb [bliːp]. Bereits im Griechischen wurde zwischen behauchten (phi) und unbehauchtem (pi) unterschieden. Das behauchte phi entwickelte sich von [pʰi] zu [fi], daher wird die Kombination ph auch im Deutschen zumeist als [f] gesprochen.
In der Standardaussprache des Deutschen wird (wie auch im Englischen und weiteren Sprachen) das p in den meisten Wortpositionen behaucht gesprochen  [pʰ]. Hierbei handelt es sich um ein adjungiertes, kein distinktives Merkmal, es ist also zur Unterscheidung nicht notwendig. In einigen süd- und ostdeutschen Dialekten werden die stimmlosen Phoneme nicht behaucht. So wird das p ähnlich wie b ausgesprochen. Häufig werden in den gleichen Gebieten stimmhafte Konsonanten (b, d, g, s) stimmlos oder abgeschwächt stimmhaft realisiert, so dass eine Unterscheidung von b und p schwierig ist. Vielerorts werden die stimmlosen Varianten als „hart“ und die stimmhaften als „weich“ verdeutlicht.

## Herkunft
| Wurfstock (protosinaitisch) | Phönizisches Pe | Frühgriechisches Pi | Klassisch-Griechisches Pi | Etruskisches P | Lateinisches P |
| Wurfstock (protosinaitisch) | Phönizisches Pe | Frühgriechisches Pi | Klassisch-Griechisches Pi | Etruskisches P | Lateinisches P |

Die Frühform des Buchstabens P in der protosinaitischen Schrift ist möglicherweise das Symbol für einen Wurfstock. Allerdings ist dieses Ausgangssymbol in der Literatur nur teilweise akzeptiert, manche Quellen geben kein Ausgangssymbol an. Sicher ist, dass im phönizischen Alphabet ein Buchstabe mit dem Namen Pe (Mund) existiert, der dem Wurfstock der protosinaitischen Schrift ähnelt und die Form einer nach links offenen Schleife hat. Der Lautwert des Pe bei den Phöniziern war [p].
Die Griechen übernahmen den Buchstaben mit diesem Lautwert und gaben ihm den Namen Pi. Zu Beginn ähnelte das Pi noch dem Pe, wurde aber mit dem Wechsel der Schreibwerkzeuge zunehmend geometrisiert. Die ursprünglich verschieden langen vertikalen Striche des Pi wurden bis zum klassischen griechischen Alphabet auf gleiche Länge gebracht. Neben ästhetischen Gründen könnte dafür auch die Verwechslungsmöglichkeit mit dem Gamma Ursache gewesen sein.
In das etruskische Alphabet wurde noch die frühgriechische Form des Pi übernommen. Anders als bei den Griechen wurde der Ansatz nicht verlängert, sondern abgerundet. In das lateinische Alphabet wurde das P in der etruskischen Form übernommen, allerdings wurde es beim Wechsel der Schreibrichtung von rechts-nach-links auf links-nach-rechts gespiegelt. Als weitere Modifikation wurde der abgerundete Teil mit dem Buchstabenansatz verbunden.

## p in statistischen Tabellen
Nach DIN 55301 (Gestaltung statistischer Tabellen) steht das Minuskel p (englisch p für preliminary), das einer Wertangabe (Zahl) in einem Tabellenfach nachgestellt ist für „vorläufige Zahl“ als wertergänzenden Zeichen, auch Qualitätsanzeigern (im Gegensatz zu wertersetzenden Zeichen). Genau so wird das Zeichen auch in Tabellen der amtlichen Statistik verwendet.

## Andere Notationen
|  |  |
|  |  |
|  |  |
|  |  |
|  |  |
|  |  |
|  |  |
Das Fingeralphabet für Gehörlose bzw. Schwerhörige stellt den Buchstaben P dar, indem die Handfläche nach unten weist, der Zeigefinger nach vorne zeigt und Mittelfinger und Daumen einen Kreis bilden. Die restlichen Finger liegen auf der Handfläche.
Die Flagge P im Flaggenalphabet (auch Blauer Peter genannt) wird gesetzt, um anzuzeigen, dass ein Schiff innerhalb der nächsten 24 Stunden auslaufen will. Sie ist ein Zeichen für die Mannschaft, die sich auf Landgang befindet, an Bord zu kommen, und dass örtliche Lieferanten ausstehende Rechnungen präsentieren sollen. Auf See bedeutet die Flagge P hingegen: „Meine Netze sind an Hindernis festgekommen“.
Das arabische Alphabet hat keinen Buchstaben für P. Dort steht das B (Bā') auch für den Laut P. So wird beispielsweise auf Arabisch Baris (باريس) statt Paris geschrieben und gesprochen. Statt Panama heißt es Banama (بنما), statt Peru heißt es Biru (بيرو), statt Pakistan heißt es Bakistan (باكستان) und für Papa wird Baba (بَابَا) gesagt. Das persische Alphabet verwendet das arabische Alphabet in ganz leicht modifizierter Form. Der persische Buchstabe für P (Pe (persischer Buchstabe)) ist ein leicht abgewandeltes arabisches B: Statt einem Punkt hat es drei Punkte.
Im Klopfcode wird das P durch „3,5“ übermittelt.

## Zitat
„p haissen die teutschen schreiber den plaser, hat gar ein klaine underschaid von b, wird eins für das ander genomen.“
„[…] das b und p wird gemachet mit den lebtzen, durch des athems gewalt aufgerissen, das einer den athem helt mit zůgespertem mundt, das er im die backen auftreibet wie einem pfeiffer, und läszt dann den athem durch geöffnete lebtzen faren; das p ist herter.“
Zitate nach dem Grimmschen Wörterbuch